# Azatrephes paradisea
Azatrephes paradisea là một loài bướm đêm thuộc phân họ Arctiinae, họ Erebidae.